# Acquiring the Taste
| Críticas profissionais                                                      | Críticas profissionais |
| Avaliações da crítica                                                       | Avaliações da crítica  |
| Fonte                                                                       | Avaliação              |
| --------------------------------------------------------------------------- | ---------------------- |
| Allmusic                                                                    | [ 1 ]                  |
| Sea of Tranquility                                                          | [ 2 ]                  |
| Esta tabela precisa de ser acompanhada por texto em prosa. Consulte o guia. |                        |

Acquiring the Taste é o segundo álbum da banda inglesa de Rock progressivo Gentle Giant. A banda aparece aqui com um som ligeiramente diferente do primeiro álbum, se afastando um pouco do estilo Blues e Jazz de antes. Neste disco, há espaço para mais experimentações e uma variação maior nos instrumentos, sendo que os integrantes tocaram mais de 30 no total, sem contar que o som é mais dissonante. No texto interior, a banda fez a seguinte declaração:
| “ | Adquirir o gosto é a segunda fase do prazer sensorial. [...] É nosso objetivo expandir as fronteiras da música popular contemporânea correndo o risco de sermos bem impopulares. Nós gravamos cada composição com um único pensamento - que deveria ser única, aventurosa e fascinante. Nos tomou cada pedaço de nosso conhecimento musical e técnico para atingi-lo. Desde o início nós abandonamos todos os pensamentos pré-concebidos do comercialismo voraz. Em vez disso, esperamos dar-lhes algo bem mais substancial e preenchedor. Tudo que você precisa fazer é sentar e 'adquirir o gosto'. | ” |

## Faixas
Todas as músicas escritas por Shulman, Shulman, Shulman e Minnear e arranjadas pelo Gentle Giant.
| Lado A |                                   |         |  |
| N.º    | Título                            | Duração |  |
| 1.     | "Pantagruel's Nativity"           | 6:50    |  |
| 2.     | "Edge of Twilight"                | 3:47    |  |
| 3.     | "The House, The Street, The Room" | 6:01    |  |
| 4.     | "Acquiring the Taste"             | 1:36    |  |

| Lado B |                    |         |  |
| N.º    | Título             | Duração |  |
| 1.     | "Wreck"            | 4:36    |  |
| 2.     | "The Moon Is Down" | 4:45    |  |
| 3.     | "Black Cat"        | 3:51    |  |
| 4.     | "Plain Truth"      | 7:36    |  |

## Ficha Técnica
- Gary Green – Guitarras de 6 & 12 cordas, Guitarra com efeito Wah-wah, ossos da mandíbula de um burro, assobio, voz
- Kerry Minnear – Piano elétrico, Órgão, Mellotron, Piano, Celesta, Clavicórdio, Cravo, Moog, Vibrafone, Xilofone, Tímpano, Maracas, Vocais
- Derek Shulman – Saxofone alto, Clavicórdio, Caneca, Vocais principais e vocais de apoio
- Phil Shulman – Saxofone alto & tenor, Clarinete, Trompete, Piano, Claves, Vocais principais e vocais de apoio
- Ray Shulman – Baixo, Violino, Violino elétrico, Viola, Guitarra clássica, Guitarra de 12 cordas, Pandeireta, Percussão, Pedais de baixo para órgão, crânios e vocais
- Martin Smith – Bateria e Percussão

Músicos Adicionais:
- Paul Cosh – Trompete, Órgão
- Tony Visconti – Flauta doce, Bumbo e Triângulo
- Chris Thomas – programação do Moog